# Hydnocarpus ilicifolia
Hydnocarpus ilicifolia är en tvåhjärtbladig växtart som beskrevs av George King. Hydnocarpus ilicifolia ingår i släktet Hydnocarpus och familjen Achariaväxter. Inga underarter finns listade i Catalogue of Life.